# Gare de Kita-Itami
La gare de Kita-Itami (北伊丹駅, Kita-Itami-eki) est une gare ferroviaire située dans la ville de Itami, dans la préfecture de Hyōgo au Japon. La gare est exploitée par la compagnie JR West, sur les lignes Fukuchiyama/JR Takarazuka. L'utilisation de la carte ICOCA est valable dans cette gare.

## Disposition des quais
La gare de  Kita-Itami est une gare disposant d'un quai et de deux voies.
| N° de voie | Ligne           | Direction          |
| ---------- | --------------- | ------------------ |
| 1          | ▆ JR Takarazuka | Takararazuka/Sanda |
| 2          | ▆ JR Takarazuka | Amagasaki/Osaka    |

## Gares/Stations adjacentes
| JR West               |                                            |                                            |                                            |                     |
| Direction Fukuchiyama | Ligne de Fukuchiyama (Ligne JR Takarazuka) | Ligne de Fukuchiyama (Ligne JR Takarazuka) | Ligne de Fukuchiyama (Ligne JR Takarazuka) | Direction Amagasaki |
| Kawanishi-Ikeda       |                                            | Local 普通                                 |                                            | Itami               |